# U-627
Unterseeboot 627 foi um submarino alemão do Tipo VIIC, pertencente a Kriegsmarine que atuou durante a Segunda Guerra Mundial.

## Comandantes
| Comandante                 | Data                                        |
| -------------------------- | ------------------------------------------- |
| Kptlt. Robert Kindelbacher | 18 de junho de 1942 - 27 de outubro de 1942 |

## Subordinação
Durante o seu tempo de serviço, esteve subordinado às seguintes flotilhas:
| Período                                      | Flotilha                                  |
| -------------------------------------------- | ----------------------------------------- |
| 18 de junho de 1942 - 1 de outubro de 1942   | 5. Unterseebootsflottille (treinamento)   |
| 1 de outubro de 1942 - 27 de outubro de 1942 | 6. Unterseebootsflottille (serviço ativo) |